# Aktinin

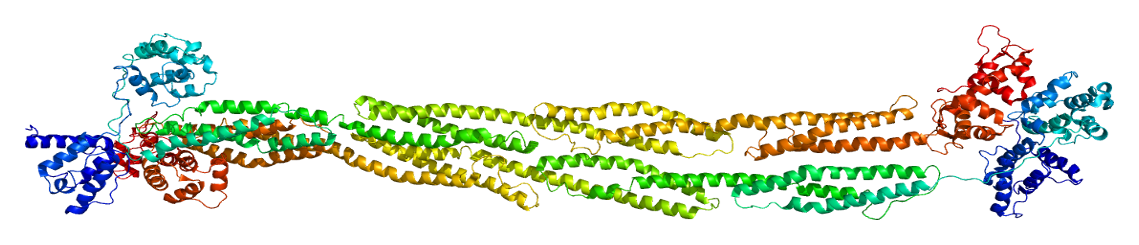
Alfa-aktinin z hladké svaloviny, vyznačuje se dlouhou centrální doménou a zajímavými globulárními konci, které vážou aktin a zřejmě také vápníkové ionty

Aktinin (též α-aktinin, odlišný β-aktinin je dnes označován jako CapZ) je protein přítomný ve svalové tkáni, kde tvoří převážnou část tzv. Z-disků v svalových sarkomerách. Vytváří tím „lešení“ pro navázání důležitých svalových proteinů, jako je aktin, nebulin a titin. Vyskytuje se však i mimo svalovou tkáň. Nejdříve byl popsán jako faktor, který navozuje polymeraci aktinu.